# Богдановка (Нікольський район)
Богда́новка (рос. Богдановка) — присілок у складі Нікольського району Вологодської області, Росія. Входить до складу Нікольського сільського поселення.

## Населення
Населення — 6 осіб (2010; 6 у 2002).
Національний склад (станом на 2002 рік):
- росіяни — 100 %